# Astrophiura chariplax
Astrophiura chariplax är en ormstjärneart som beskrevs av Margarita Baranova 1954. Astrophiura chariplax ingår i släktet Astrophiura och familjen fransormstjärnor. Inga underarter finns listade i Catalogue of Life.